# 日産サティオ石川
株式会社日産サティオ石川（にっさんサティオいしかわ）は、かつて石川県金沢市に本社を置いていた日産自動車のレッドステージ店である。

## 沿革
- 1966年4月 - 日産サニー石川販売として設立。
- 1987年 - 日産プリンス石川販売を買収。
- 2001年1月 - 金沢東店を閉鎖。
- 2006年3月 - 西インター店を閉鎖。
- 2008年9月12日 - 金沢地方裁判所へ民事再生法の適用を申請。同時にグループ企業の富山日産モーター、日産プリンス石川販売も民事再生法申請。負債総額は推定30億円[1]、グループ合計で80億円。東大通り店を除く全店舗を閉鎖[2]。同日、保全命令を受ける。

### 新会社への移行
2009年になり、金沢市に本社を置く米沢電気グループによる再建計画案が金沢地方裁判所に認められ、日産サティオ石川・日産プリンス石川販売両社の事業を新会社に経営移行することになり、10月1日に新会社株式会社日産プリンス金沢が設立された。

## 事業所
- 東大通り店
  - 金沢市浅野本町ロ124番地

### 民事再生法適用申請後に閉鎖された店舗
- 御影橋店（金沢市中村町29-1）
- しじま店（金沢市四十万3丁目103番地）
- 野々市店（石川郡野々市町横宮町4-1）
- 松任店（白山市村井町1600番地）
- 小松店（小松市大領町ロ176）
- 加賀店（加賀市中代町ル136-1）
- 羽咋店（羽咋市粟生町メ40番地）
- 七尾店（七尾市白馬町57部30-1）
- 穴水店（鳳珠郡穴水町字此木13-15-1）
- 元町マイカーギャラリー（金沢市元町2丁目15-12）
- 野々市マイカーギャラリー（石川郡野々市町横宮町4-1）

## 石川県内の他日産車販売店
- 石川日産自動車販売
- 日産プリンス石川販売

## 関連企業
- 富山日産モーター
- 日産プリンス石川販売
- 日産レンタリース富山